# ER Ursae Majoris
ER Ursae Majoris är en dvärgnova  i stjärnbilden Stora björnen. Den är en SU Ursae Majoris-variabel (UGSU), som karaktäriseras av att ha två typer av utbrott. ER UMa är prototypstjärna för en undergrupp,  ER Ursae Majoris-variabler (UGER) som tillbringar så mycket som en tredjedel av sin tid i ”superutbrott” med en period av 20-90 dygn. Utöver superutbrotten har de ”normala” utbrott i snabb följd. Amplituden i utbrotten är mindre än hos andra dvärgnovor, vanligtvis 3 magnituder.
Stjärnan varierar mellan visuell magnitud +12,4 och 15,2 under sina superutbrott. Perioden för dess ”normala” utbrott är 0,06366 dygn eller 91,67 minuter.